# Église Notre-Dame-de-l'Assomption de La Tour-du-Pin
L'église Notre-Dame-de-l’Assomption de la Tour-du-Pin est une église catholique, située sur le territoire de la commune de La Tour-du-Pin, dans le département français de l'Isère en région Auvergne-Rhône-Alpes.
Cet édifice religieux datant du XIXe siècle, domine la ville et abrite un triptyque sur bois du XVIe siècle (1542, 1543 et 1544), classé au titre objet des monuments historiques.

## Localisation et accès

### Localisation
Cet édifice religieux est situé près du centre-ville de La Tour-du-Pin qu'il domine en raison de sa position élevée par rapport au reste des principaux quartiers de la commune.

### Accès
L'édifice est accessible par un escalier depuis la rue centrale du bourg ancien dénommé rue d'Italie. Il est également accessible aux véhicules par la rue de l'église et la rue du portail de ville.
La gare ferroviaire la plus proche est la gare de La Tour-du-Pin. Située à moins de cinq cents mètres de l'édifice, cette gare est desservie par des trains TER Auvergne-Rhône-Alpes.

## Description

### Extérieur
Construite dans un style néogothique au cours du XIXe siècle et rénovée en 2000. Cette église est visible de l'ensemble des secteurs de la commune mais aussi des communes environnantes du fait de sa position sur une élévation naturelle. Un jardin public située entre l'édifice et le bourg agrémente l'environnement immédiat de l'édifice.
L'église est fermée aux visites en dehors des offices religieux depuis septembre 2018. En raison des dégradations récurrentes, l'installation d'un système de vidéo surveillance est prévue par la paroisse.

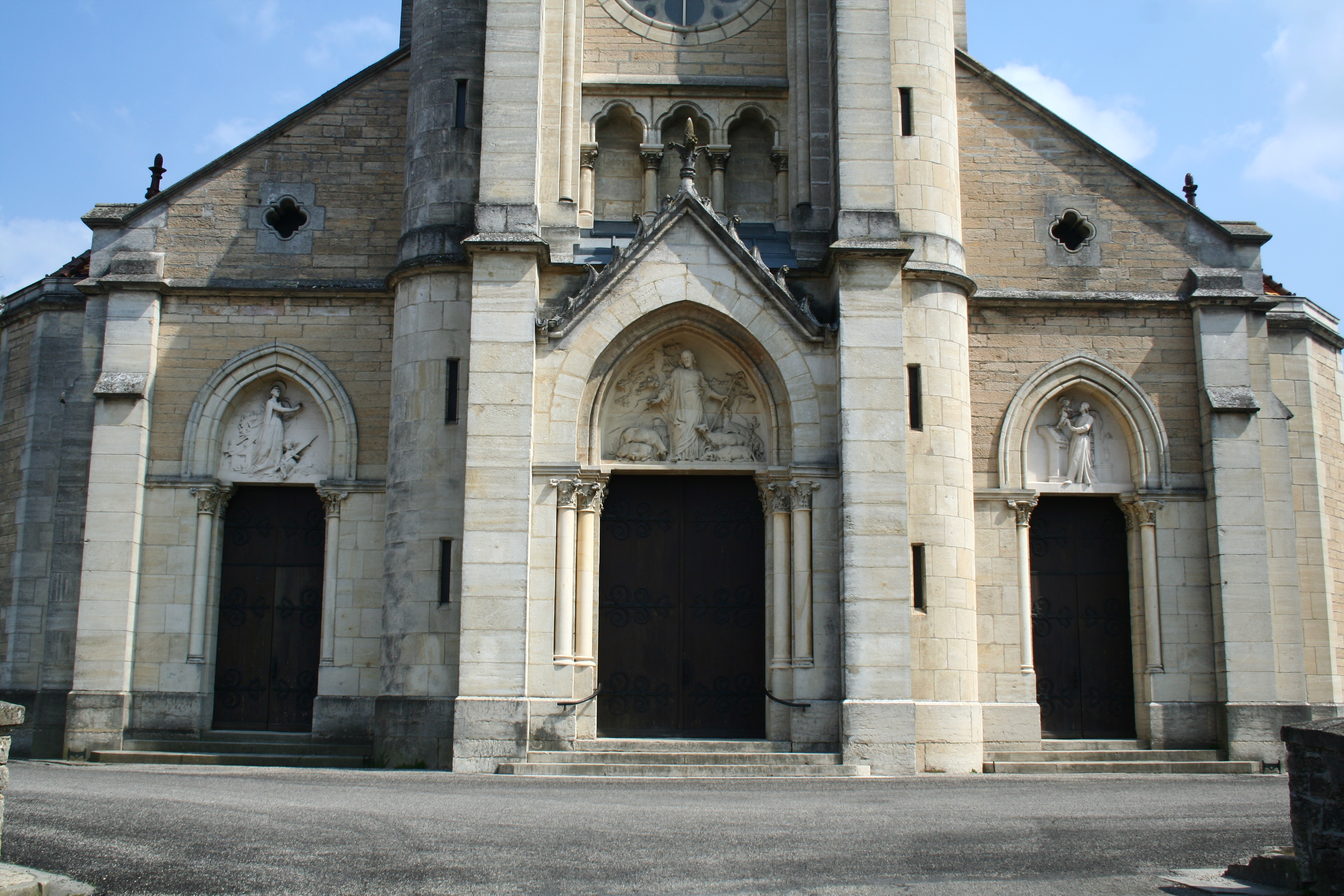
La façade et le portail.
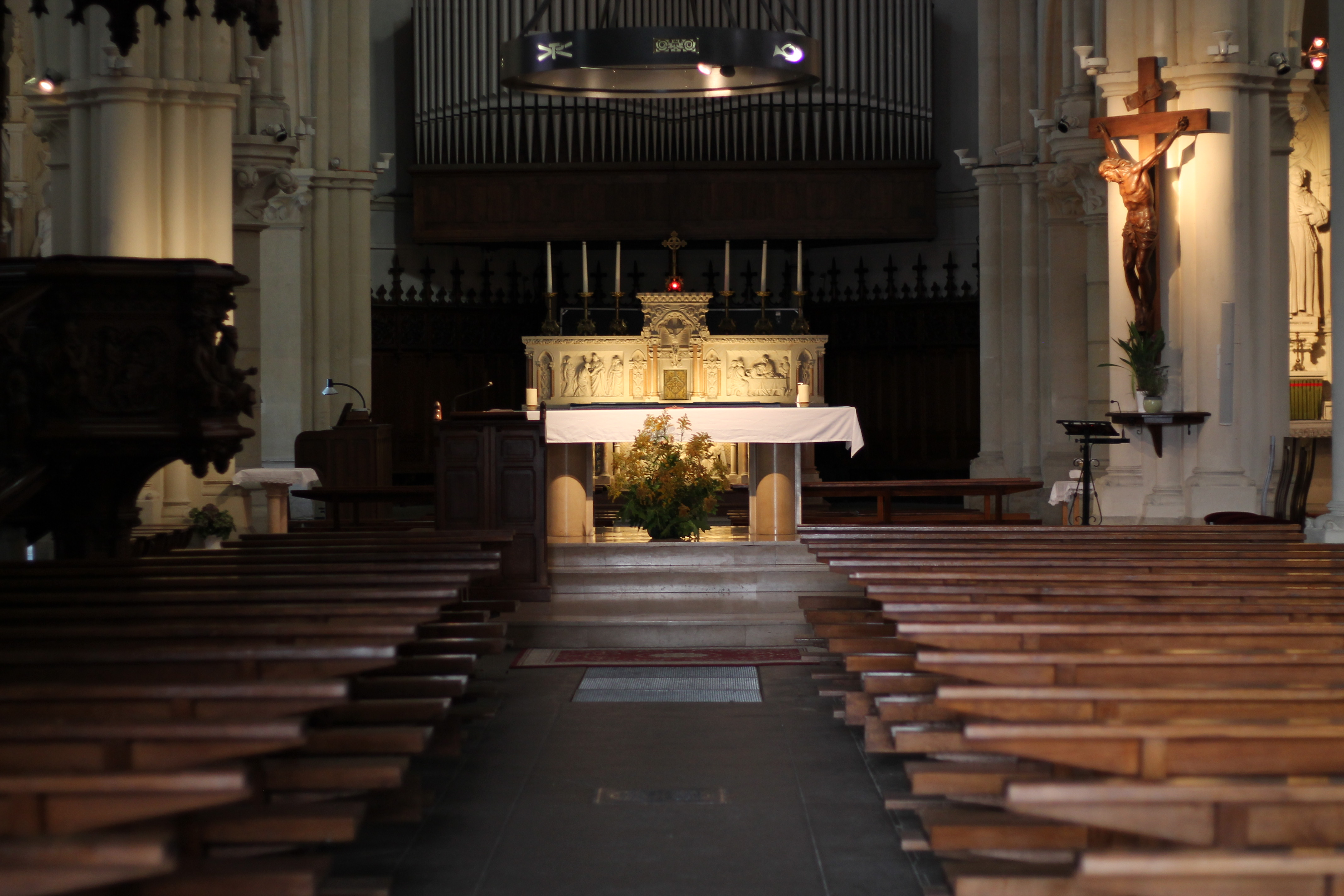
L'autel et l'abside avec l'orgue.
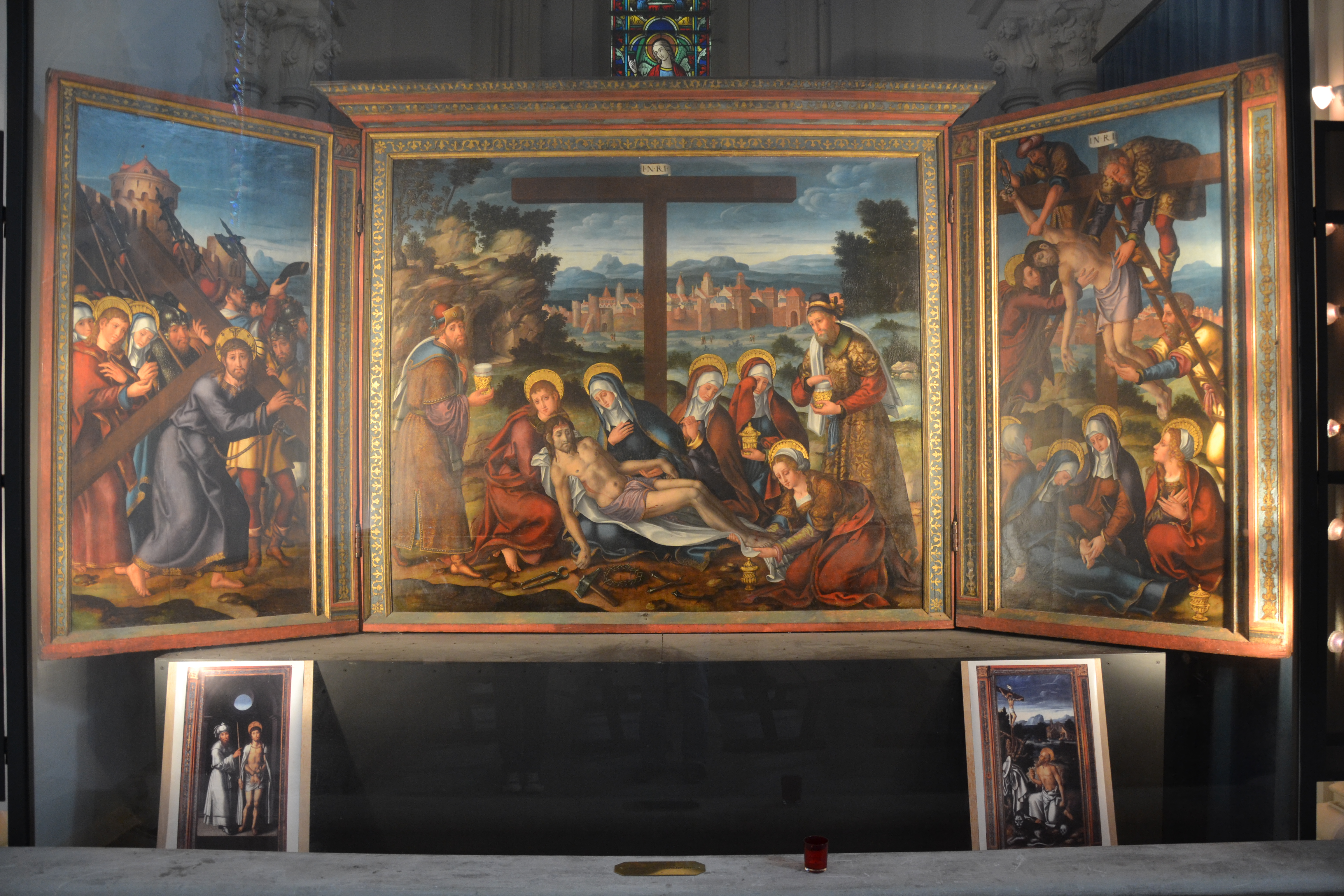
Tryptique du XVIe siècle

#### Intérieur
Classé au titre objet des monuments historiques en 1904,, le plus ancien triptyque de cette église, représentant la Mise au tombeau, la Montée au calvaire, la Descente de croix, l'Ecce Homo et saint Jérôme, est attribué à Georges Penez (Nuremberg, Allemagne, 1500 - Leipzig,  Allemagne, 1550), élève d'Albrecht Dürer.
Un autre triptyque est visible dans l'édifice. Il s'agit d'une œuvre du peintre Arcabas, commande de la mairie de La Tour-du-Pin, et dénommée Visite des mages d'Orient rappelle le récit biblique de l'Adoration des mages.

### Chaire
La chaire de l'église, a été construite en 1891 par le sculpteur lyonnais Pierre Aubert. L'embase comporte des bas-reliefs avec des sculptures des quatre évangélistes.

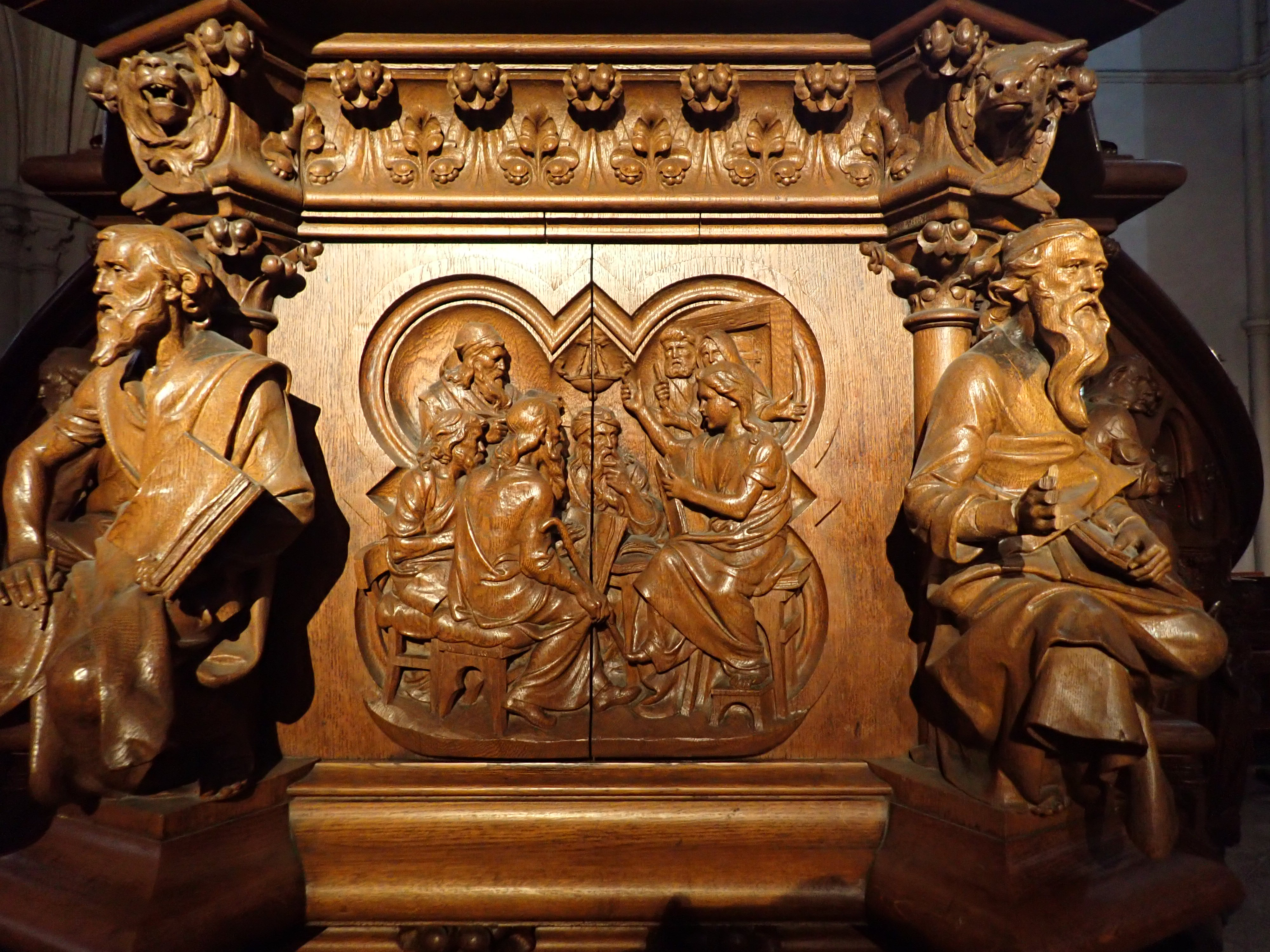
Panneau central représentant Jésus au temple discutant avec les docteurs de la loi.
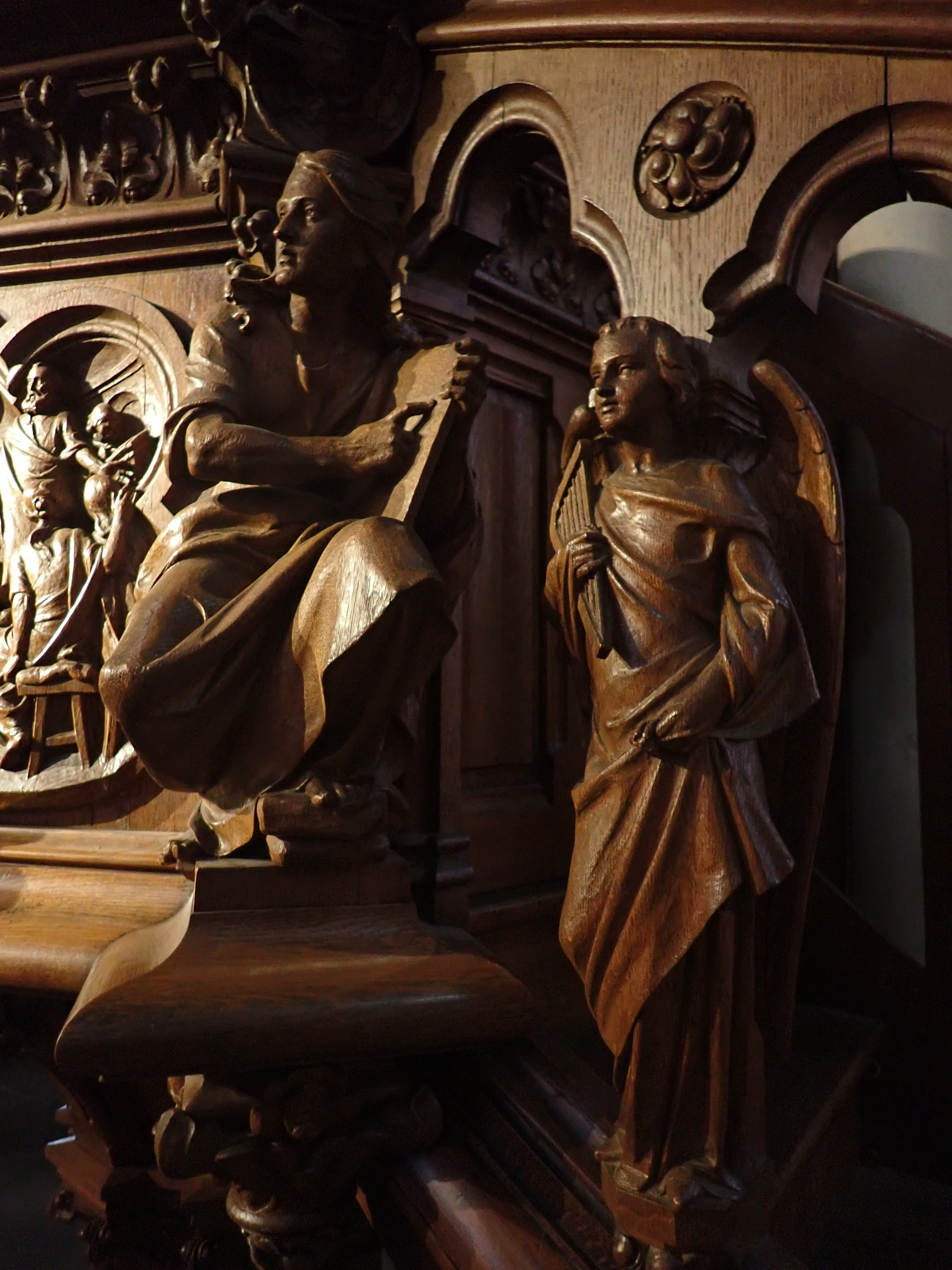
Saint-Jean.
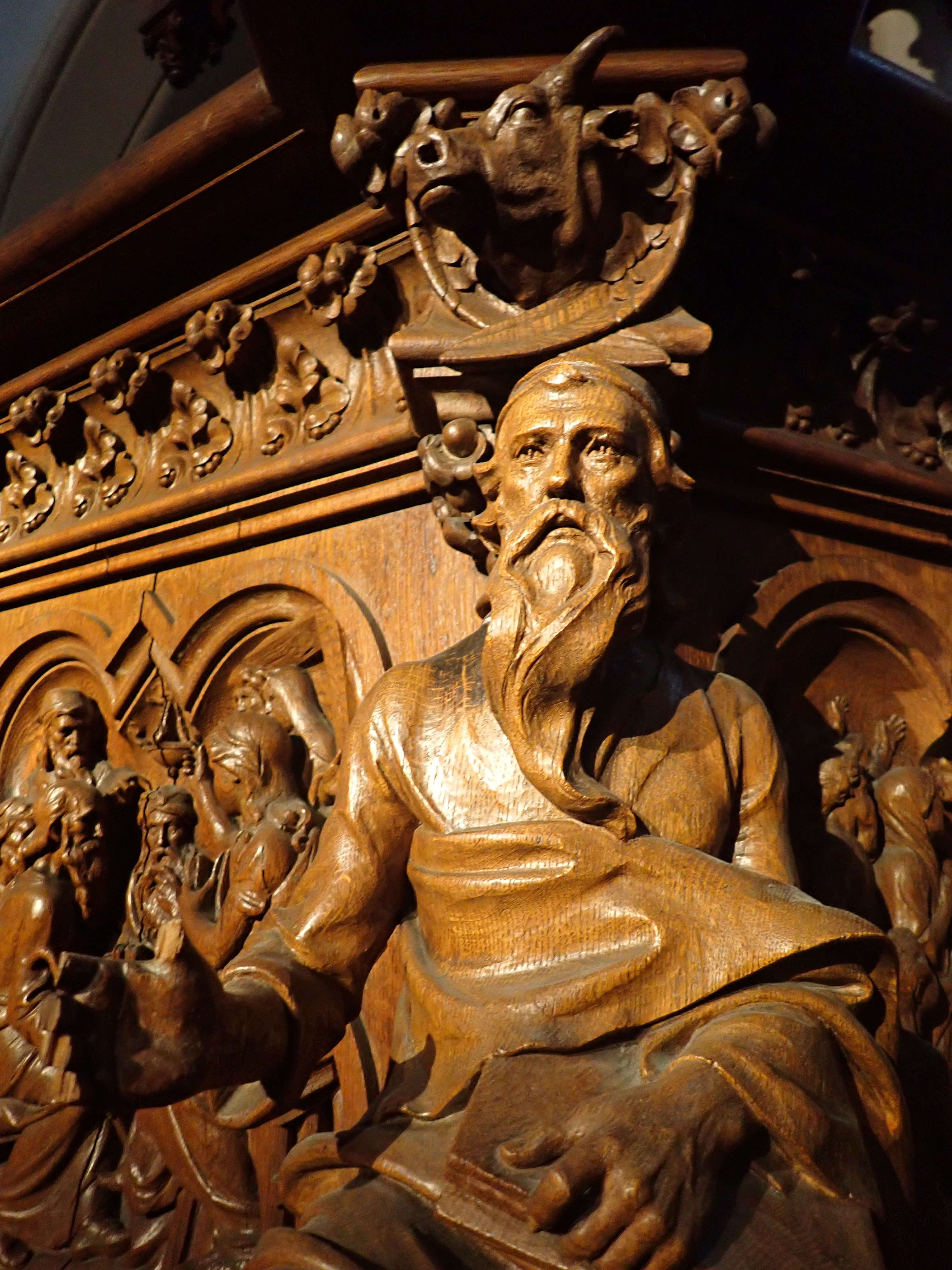
Saint-Luc.